# Apodemus agrarius
Apodemus agrarius és una espècie de mamífer rosegador de la família dels múrids. El seu cos arriba als 126 mm, amb una cua de fins a 90 mm. Poden arribar a pesar fins a 50 g. Es troba a l'Europa oriental, el Caucas, Rússia fins al llac Baikal, la Xina, la península de Corea i Taiwan.
És una espècie diürna que viu en hàbitats molt diferents, incloent-hi arbredes, prades, pantans, pastures, jardins i àrees urbanes. A l'hivern es pot trobar en pallers, magatzems i habitatges.